# Congost d'Erinyà
El Congost d'Erinyà  és una vall estreta entre penya-segats situada al límit dels termes municipals de Conca de Dalt (antic terme de Toralla i Serradell), en l'àmbit del poble d'Erinyà -costat meridional- i Senterada, en territori del poble de Reguard -costat septentrional-, tot al Pallars Jussà.

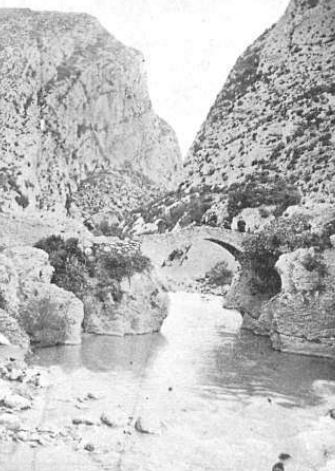
Pont a l'inici del congost, actualment desaparegut

Fa un quilòmetre de longitud, i està format pel riu Flamisell en passar entre la Taula d'Enserola i les Roques del Congost, a ponent, i l'extrem sud-occidental del Serrat de Moró, a llevant. Hi passava la carretera N-260, fins al 1999, any en què s'inaugurà el no traçat de la carretera evitant el pas pel congost gràcies a l'apertura del Túnel d'Erinyà.
La carretera antiga, que passà a denominar-se N-260a, va ser convertit en un espai per a vianants que volen gaudir de l'indret, de força espectacularitat, amb el pas de vehicles motoritzats restringit.
A l'extrem nord del túnel i del congost es va construir un parc mòbil del servei de carreteres del Ministerio de Fomento que afecta la bellesa paisatgística del lloc.